# قصة قصيرة جدا (قصة)

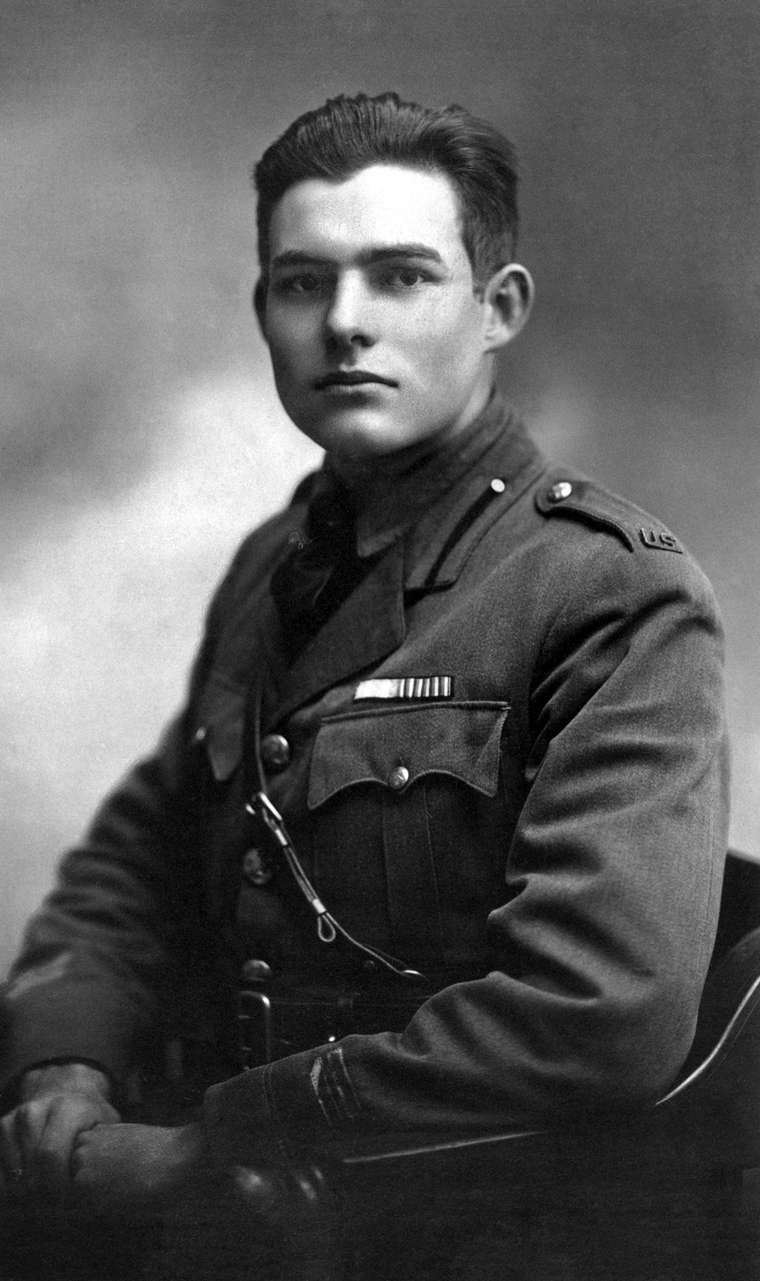
كانت علاقة إرنست همينغوي مع أغنيس فون كوروفسكي هي الأساس لهذه القصة.

«قصة قصيرة جداً» (بالإنجليزية: A very short story)‏ هي قصة قصيرة كتبها إرنست همينغوي، ونشرت لأول مرة كمقالة قصيرة، أو فصل، في طبعة باريس عام 1924 بعنوان «في عصرنا الحاضر»، وأعيدت كتابتها في وقت لاحق، وأضيفت كقصة في مجموعة همينغوي للقصص الأمريكية القصيرة «في عصرنا الحاضر»، والتي نشرتها بوني و ليفيرايت في عام 1925.
تدور أحداث القصة في الحرب العالمية الأولى حول ممرضة اسمها لوس (بالإسبانية: Luz)‏ تقع في حب جندي بعدما اعتنت به فترة ثلاثة أشهر في المستشفى فقررا الزواج، وعند عودتة إلى أرض الوطن في الولايات المتحدة، تلقى رسالة من لوس تقول فيها أنها وقعت في حب ضابط. و في وقت لاحق كتبت له أنها لم تتزوج، ولكن الجندي تجاهلها. وبعد فترة وجيزة أصيب الجندي بالسيلان نتيجة لقاء جنسي في سيارة أجرة.
هذه القصة مستوحاة من علاقة حقيقية بين همينغوي وممرضة التقى بها في ميلانو بينما كان يتعافى من إصابات في الساق أصيب بها على الجبهة الإيطالية.